# 大穿山甲
大穿山甲（学名：Smutsia gigantea）是穿山甲科地穿山甲属的一种。

## 分布
本种分布于西非和中非湿润的森林地带。

## 形态与习性
本种是现存体型最大的一种穿山甲，成年雄性体长可达1.4米，雌性约1.25米。主要以蚂蚁和白蚁为食。昼伏夜出。雌性每胎产仔一只。